# Coastal Elites
Coastal Elites é um filme para televisão americano dirigido por Jay Roach, a partir de um roteiro de Paul Rudnick. O filme é estrelado por Bette Midler, Sarah Paulson, Kaitlyn Dever, Dan Levy e Issa Rae como cinco pessoas, vivendo na cidade de Nova York ou em Los Angeles, navegando na pandemia COVID-19. Ele estreou na HBO em 12 de setembro de 2020.

## Elenco e personagens
- Bette Midler como Miriam Nessler
- Kaitlyn Dever como Sharynn Tarrows
- Dan Levy como Mark Hesterman
- Sarah Paulson como Clarissa Montgomery
- Issa Rae como Callie Josephson

## Produção
Em junho de 2020, foi anunciado que Bette Midler, Sarah Paulson, Kaitlyn Dever, Dan Levy e Issa Rae se juntaram ao elenco do filme, com Jay Roach dirigindo a partir de um roteiro de Paul Rudnick. O projeto foi filmado remotamente.

## Recepção
Na site agregador de críticas, Rotten Tomatoes, o filme mantém um índice de aprovação de 55% com base em 20 comentários, com uma classificação média de 5,66/10. O consenso dos críticos do site diz: "O elenco de primeira linha dá à Coastal Elites um pulso apaixonado, mas discursos redundantes e o formato afetado resultam em uma pregação repetitiva para o coro". O Metacritic atribuiu ao filme uma pontuação média ponderada de 58 em 100, com base em 18 críticos, indicando "críticas mistas ou médias".